# Capnobotes bruneri
Capnobotes bruneri är en insektsart som beskrevs av Scudder, S.H. 1897. Capnobotes bruneri ingår i släktet Capnobotes och familjen vårtbitare. Inga underarter finns listade i Catalogue of Life.